# Mesochorus vinnulus
Mesochorus vinnulus är en stekelart som beskrevs av Dasch 1974. Mesochorus vinnulus ingår i släktet Mesochorus och familjen brokparasitsteklar. Inga underarter finns listade i Catalogue of Life.